# Krausnick-Groß Wasserburg
Krausnick-Groß Wasserburg è un comune di 640 abitanti del Brandeburgo, in Germania.

Appartiene al circondario di Dahme-Spreewald ed è parte dell'Amt Unterspreewald.

## Storia
Il comune di Krausnick-Groß Wasserburg venne creato il 31 dicembre 2001 dalla fusione dei comuni di Krausnick e di Groß Wasserburg.